# Ferrari 158
Der Ferrari 158 ist ein Rennwagen für die Formel 1, den die  Scuderia Ferrari 1964 und 1965 einsetzte.

## Entwicklungsgeschichte und Technik
Die Konstruktion des Fahrzeugs war 1964 für Ferrari neuartig, denn es war der erste Ferrari mit V8-Motor und der erste mit einem Halbmonocoque, dessen mittragende Beplankung noch mit Rohren nach Art eines Gitterrahmens versteift war. Der Motor hatte 1487 cm³ Hubraum (Bohrung 67 mm, Hub 52,8 mm), vier obenliegende Nockenwellen („DOHC“) und leistete 210 PS (154 kW) bei 11000/min. Die Zylinderbänke waren um 90 Grad versetzt. Auch der Motor war tragend (das Gehäuse wurde dazu mit einem Hilfsrahmen verstärkt) und mit dem Monocoque, das aus dem Ferrari 156 Aero stammte, verschraubt. Dieses Fahrgestell war ursprünglich für einen Wagen mit V8-Motor entwickelt worden.
Die Ära des V8-Motors dauerte nur kurz, schon Ende 1964 kam das Nachfolgemodell, der Ferrari 1512 mit einem 12-Zylinder-180°-V-Motor. Zur Weltmeisterschaft 1965 wurden beide Modelle parallel eingesetzt, ehe 1966 der Ferrari 312F1 kam.

## Renngeschichte
John Surtees siegte 1964 mit dem 158 beim Großen Preis von Deutschland und Großen Preis von Italien und wurde durch beständig gute Platzierungen Ende des Jahres Formel-1-Weltmeister. Lorenzo Bandini gewann den Großen Preis von Österreich auf der Flugplatzpiste von Zeltweg und Ferrari gewann den Konstrukteurspokal (constuctors'championship, Weltmeisterschaft der Hersteller).

## Galerie

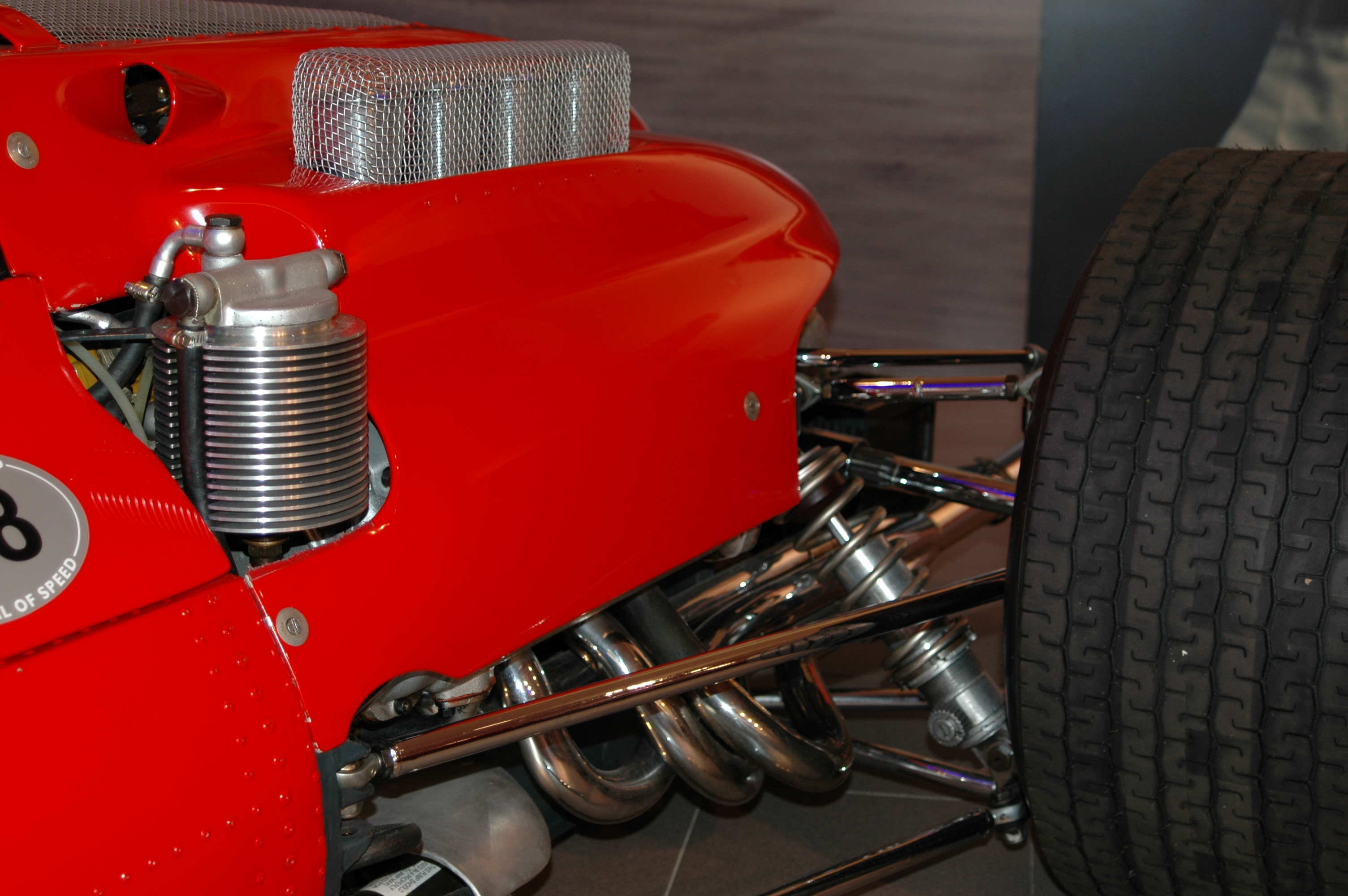
Hinterradaufhängung des 158
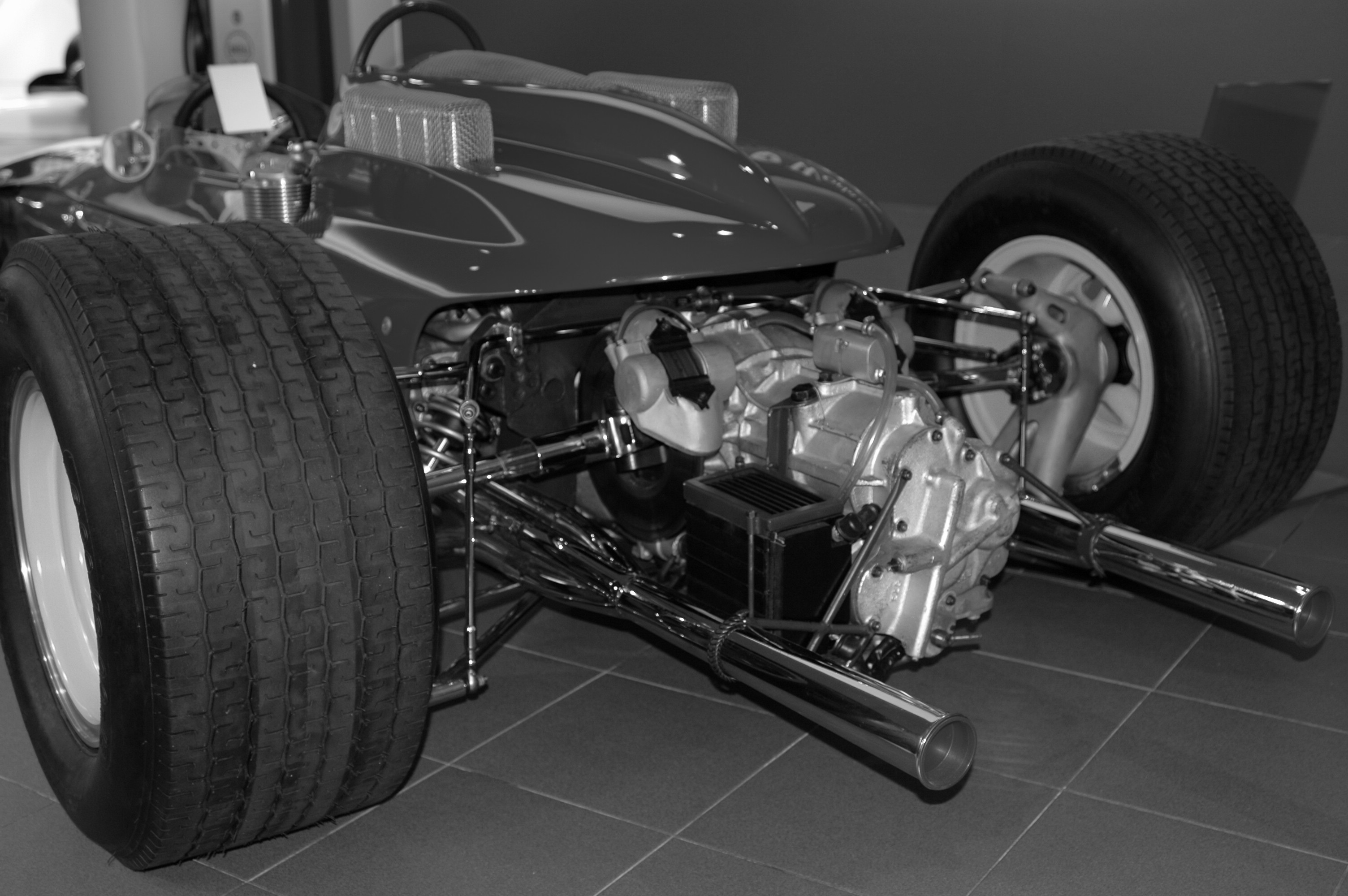
Heckansicht mit dem Ferrari Type 205/B Motor mit knapp 1,5 Litern Hubraum
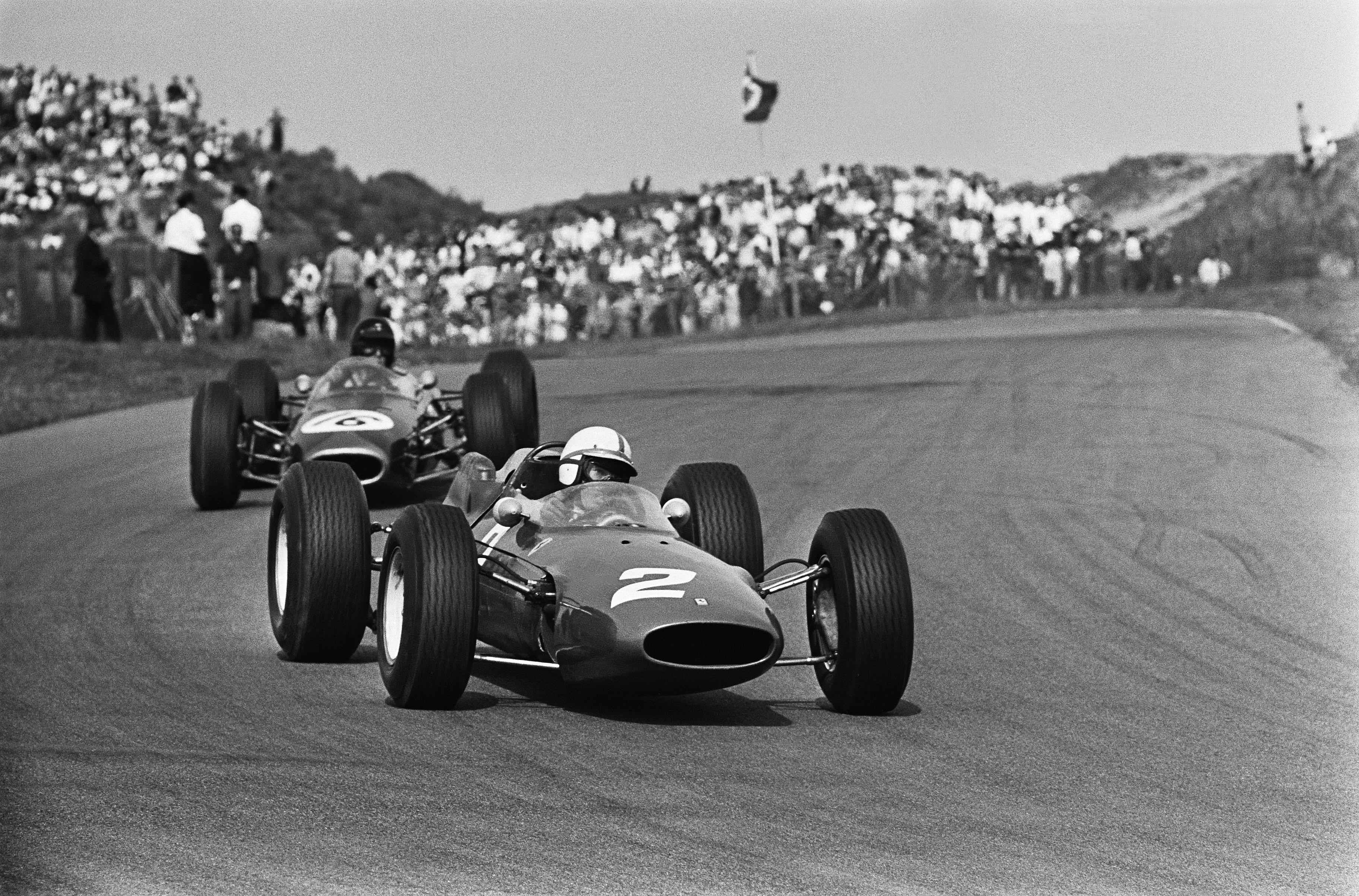
John Surtees und Dan Gurney auf Brabham beim Großen Preis der Niederlande 1964.
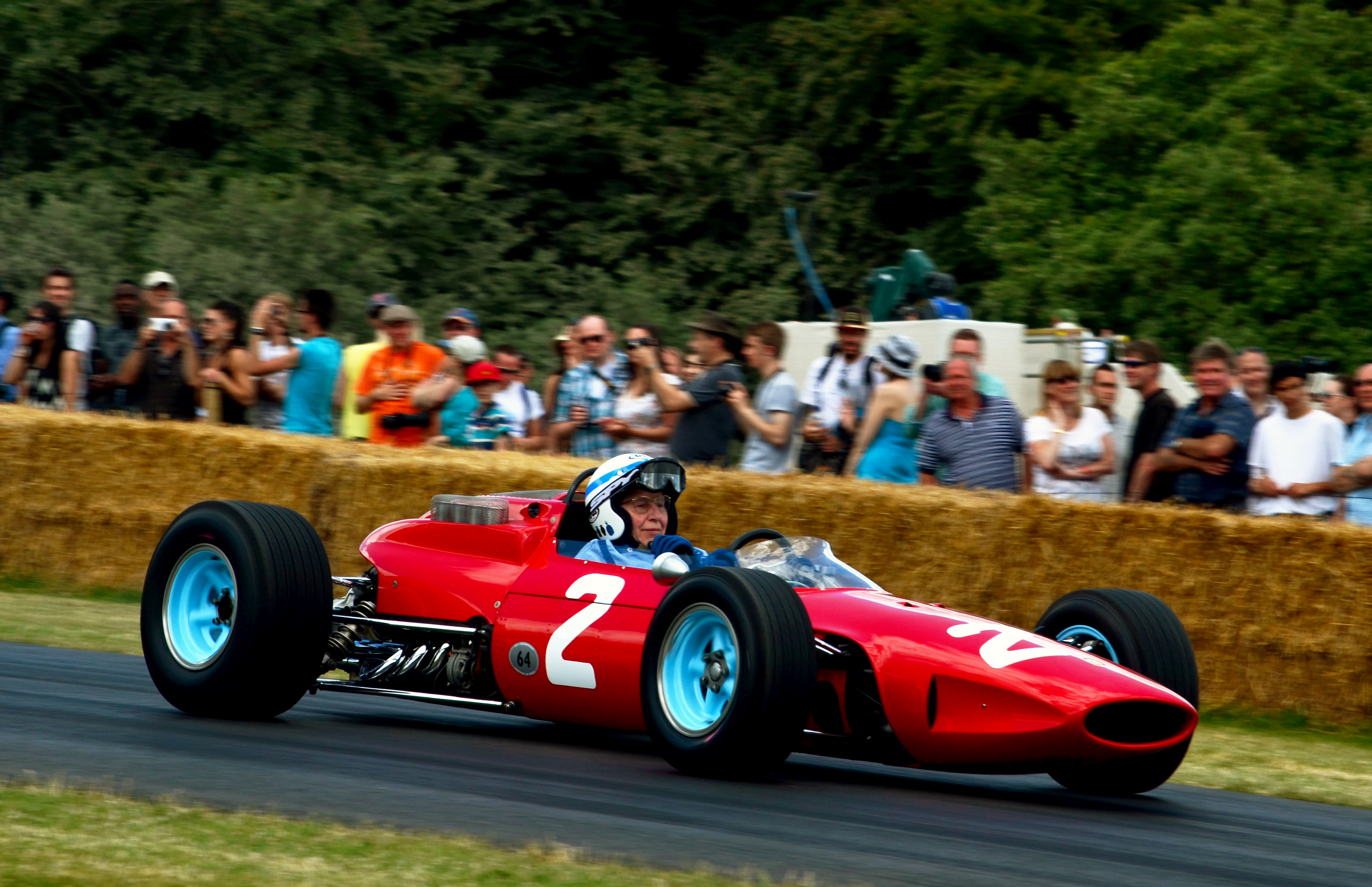
John Surtees in seinem Ferrari 158 beim Goodwood Festival of Speed (2014).
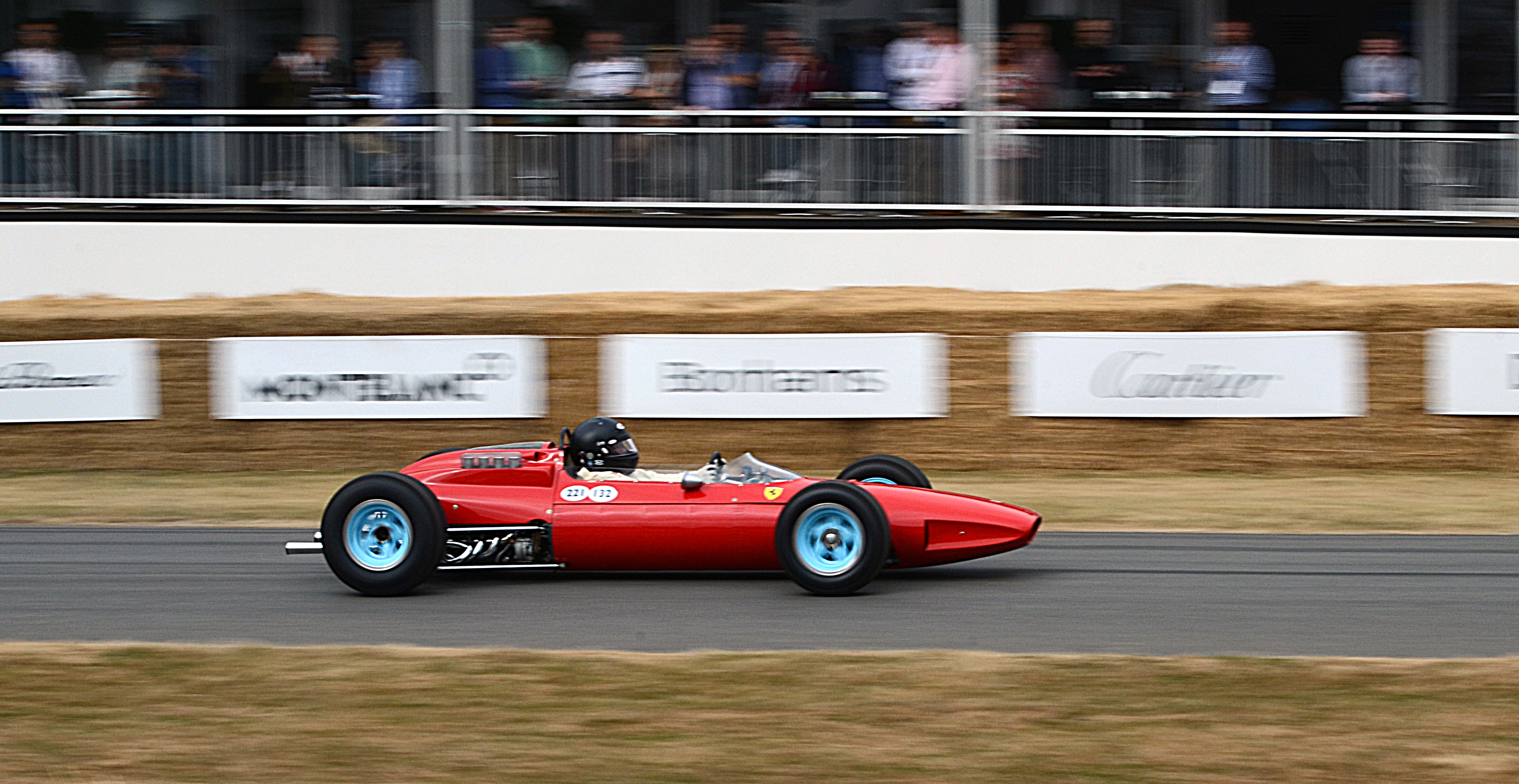
Ein Ferrari 158 beim Goodwood Festival of Speed (2018).